# Henri Lammens
Henri Lammens (Gand, 1862 – Beirut, 1937) è stato un orientalista, arabista, islamista e gesuita belga.

## Biografia
Nato da una famiglia cattolica fiamminga belga, Henri Lammens entrò nella Compagnia di Gesù a Beirut all'età di 15 anni e risiedette stabilmente in Libano. Durante i suoi primi otto anni in questo Paese, Lammens imparò magistralmente la lingua araba, come pure il latino e il greco antico. 
Il suo primo lavoro di spicco fu un dizionario ad uso degli arabisti (1889). Fu editore del giornale gesuita di Beirut, al-Bashir (L'annunciatore [di buone notizie]), e dopo aver molto viaggiato, egli iniziò la sua carriera di orientalista nella School of Oriental and African Studies di Londra e nell'Université Saint-Joseph (in arabo جامعة القديس يوسف‎?, al-Jāmiʿat al-Qadīs Yūsuf) di Beirut nel 1907. 
Pubblicò una serie di studi sull'età omayyade e numerosi lavori sull'età araba preislamica, quali: Études sur le règne du calife Omaiyade Mo'awia ler (1908), Le berceau de l'Islam; L'Arabie occidentale à la vielle de l'Hégire (1Roma, 914), tuttora per la gran parte insuperati. Contribuì con molti articoli alla prima edizione dell'Encyclopaedia of Islam, come anche a numerose importanti testate scientifiche orientalistiche. 
I suoi contributi - fortemente polemici nei confronti dell'Islam, in quanto religione - hanno influenzato molti studiosi islamisti occidentali ma, col trascorrere del tempo, si sono fatte sempre più frequenti le critiche per le sue impostazioni quanto meno partigiane, scaturenti sicuramente anche dalla sua militanza nella Compagnia di Gesù.
Ciò non toglie che Lammens sia stato un ammirevole erudito, capace di lavorare sui testi originali, e in grado di rivoluzionare gli studi relativi alla Sira (Vita) di Maometto, facendo regolare e approfondito riferimento alle fondamentali informazioni provenienti dalla storiografia arabo-islamica. Non può neppure essere sottaciuto il suo magistrale contributo a una più adeguata conoscenza del periodo omayyade: impresa cui parteciparono anche studiosi di vaglia, quali il tedesco Julius Wellhausen e l'italiano Francesco Gabrieli.

## Opinioni riguardanti Henri Lammens
Francesco Gabrieli, uno dei massimi arabisti del XX secolo, ne descrisse così nella Prefazione del volume L'Islàm. Credenze e istituzioni, l'atteggiamento storiografico:
(F. Gabrieli, Prefazione del volume L'Islàm. Credenze e istituzioni)
Maxime Rodinson, un contemporaneo di Lammens e anch'egli biografo di Maometto, criticò (pur rispettosamente) il grande studioso belga per la sua impostazione metodologica nel suo lavoro "A Critical Survey of Modern Studies of Muhammad" (Revue Historique 229, 1963).

## Opere principali
- La république marchande de la Mecque vers l'an 600 de notre ère, Alessandria, 1910, s.a.
- Fāṭima et les filles de Mahomet: notes critiques pour l'étude de la Sīra, Roma, Sumptibus Pontificii instituti biblici, 1912
- Le berceau de l'Islam. l'Arabie occidentale à la veille de l'hégire, Romae, sumptibus Pontificii instituti biblici, 1914
- "L'évolution historique de la nationalité syrienne", in: La Revue Phénicienne, décembre 1919, Beyrouth
- La Syrie, précis historique, Beyrouth, Imprimerie Catholique, 1921
- La Cité arabe de Taif à la veille de l'hégire, Beirut, 1922
- Palestina, Beirut, 1922
- La Mecque à la veille de l'Hégire, Beirut, 1924
- L'Islam: croyances et institutions, Beirut 1926 (L'Islàm. Credenze e istituzioni, trad. ital. di Francesco Gabrieli, Bari, Gius. Laterza & Figli, 1948)
- L' Arabie occidentale avant l'Hégire, Beyrouth, Impr. catholique, 1928
- Études sur le siècle des Omayyades, Beirut, 1930
- "Les juifs de la Mecque à la veille de l'Hégire", in: Recherches de Sciences Religieuse 8 (1918), pp. 145-193

Alcuni degli studi di Lammens sono inclusi nel libro Quest for the Historical Muhammad, edito da Ibn Warraq, evidentemente a causa della forte avversione di Lammens per il fenomeno religioso islamico.